# Distritos judiciales del Perú
Un distrito judicial es la subdivisión territorial del Perú para efectos de la organización del Poder judicial.

## Historia
Con la creación del Poder Judicial se estableció que el segundo nivel organizativo estaría conformado por las Cortes Superiores de Justicia las mismas que tendrían competencia territorial sobre el departamento de su sede. Sin embargo, en 1991, la Ley Orgánica del Poder Judicial estableció en su  artículo 36 que la competencia de cada Corte Superior estaría determinada por un Distrito Judicial y que estos podrían ser creados y suprimidos por el Consejo Ejecutivo del Poder Judicial en atención a una eficaz administración de justicia y en función de áreas de geografía uniforme, concentración de grupos humanos de idiosincrasia común, volúmenes demográficos rural y urbano, movimiento judicial y la existencia de vías de comunicación y medios de transporte. Es decir, se deja de lado la equivalencia con la organización política del país y se sustenta estrictamente en factores geográficos y estadísticos.
Cada distrito judicial es encabezado por una Corte Superior de Justicia y el presidente de la misma es también presidente del distrito judicial.

## Distritos judiciales existentes
Este país cuenta con 34 distritos judiciales:
1. Distrito judicial de Amazonas
2. Distrito judicial de Ancash
3. Distrito judicial de Apurímac
4. Distrito judicial de Arequipa
5. Distrito judicial de Ayacucho
6. Distrito judicial de Cajamarca
7. Distrito judicial del Callao
8. Distrito judicial de Cañete
9. Distrito judicial de Cusco
10. Distrito judicial de Huancavelica
11. Distrito judicial de Huánuco
12. Distrito judicial de Huaura
13. Distrito judicial de Ica
14. Distrito judicial de Junín
15. Distrito judicial de La Libertad
16. Distrito judicial de Lambayeque
17. Distrito judicial de Lima
18. Distrito judicial de Lima Este
19. Distrito judicial de Lima Norte
20. Distrito judicial de Lima Sur
21. Distrito judicial de Loreto
22. Distrito judicial de Madre de Dios
23. Distrito judicial de Moquegua
24. Distrito judicial de Pasco
25. Distrito judicial de Piura
26. Distrito judicial de Puente Piedra - Ventanilla
27. Distrito judicial de Puno
28. Distrito judicial de San Martín
29. Distrito judicial de Santa
30. Distrito judicial de la Selva Central
31. Distrito judicial de Sullana
32. Distrito judicial de Tacna
33. Distrito judicial de Tumbes
34. Distrito judicial de Ucayali